# كاندي غورلاي
كاندي غورلاي هي صحفية وكاتبة للأطفال وكاتِبة فلبينية، ولدت في 19 أبريل 1962 في مدينة دافاو في الفلبين.